# Laura Samuel
Laura Samuel (née le 19 février 1991) est une athlète britannique, spécialiste du triple saut. 

## Biographie
Elle se révèle en 2010 en décrochant la médaille d'argent des championnats du monde juniors, à Moncton, au Canada, signant un nouveau record national junior avec la marque de 13,75 m.
Sélectionnée dans l'équipe d'Angleterre lors des Jeux du Commonwealth de 2014 se déroulant à Glasgow, en Écosse, elle remporte la médaille d'argent du triple saut, en établissant un nouveau record personnel avec 14,09 m.

### Palmarès
| Date | Compétition                   | Lieu    | Résultat | Marque  |
| ---- | ----------------------------- | ------- | -------- | ------- |
| 2010 | Championnats du monde juniors | Moncton | 2e       | 13,75 m |
| 2014 | Jeux du Commonwealth          | Glasgow | 2e       | 14,09 m |

### Records
| Épreuve     | Performance | Lieu               | Date                         |
| ----------- | ----------- | ------------------ | ---------------------------- |
| Triple saut | 14,09 m     | Glasgow Birmingham | 29 juillet 2014 25 juin 2016 |